# 8270 Вінслов
8270 Вінслов (8270 Winslow) — астероїд головного поясу, відкритий 2 травня 1989 року.
Тіссеранів параметр щодо Юпітера — 3,657.